# Roberto Santamaría
Roberto Santamaría Ciprián, né le 27 février 1985 à Pampelune en Espagne, est un footballeur évoluant au poste de gardien de but à l'UD Logroñés.

## Biographie
En janvier 2018, Santamaría rejoint la SD Huesca, qui évolue en Segunda División.
Au cours de sa carrière, il dispute plus de 250 matchs en deuxième division espagnole, ainsi que quelques matchs en première division.
Le 1er septembre 2020, Santamaría signe à l'UD Logroñés pour une saison.

## Palmarès
- Vice-champion d'Espagne de D2 en 2018 avec la SD Huesca